# 高石市立加茂小学校
高石市立加茂小学校（たかいししりつ かもしょうがっこう）は、大阪府高石市にある公立小学校。
同市では最も新しい小学校である。道路を挟んで南隣に高石市役所がある。算数での少人数授業や人権学習・平和学習、食育や国際理解教育を重視して取り組んでいる。

## 出身者
- 古本伸一郎 - 政治家

## 交通
- 南海本線 高石駅から東へ800m
- 国道26号 西取石5丁目交差点から西へ300m